# سونغ بو
سونغ بو (بالصينية: 宋博) (26 ديسمبر 1986 بتشينغداو في الصين - ) هو لاعب كرة قدم صيني في مركز الدفاع. لعب مع كينغداو جونون وYinchuan Helanshan F.C. ‏ ونادي شانغهاي بودونغ لكرة القدم.

## وصلات خارجية
- سونغ بو على موقع قاعدة بيانات كرة القدم.إي يو (الإنجليزية)
- سونغ بو على موقع Soccerway.com (الإنجليزية)